# Craton amazonien
Le craton amazonien est le plus ancien et le plus important craton du continent sud-américain. Il occupe une grande partie du centre, du nord et de l'est du continent. Il est divisé en deux parties par le bassin paléozoïque de l’Amazone : le bouclier des Guyanes au nord et le bouclier de Guaporé au sud. Outre le craton amazonien, l'Amérique du Sud est sous-tendue par le craton de São Francisco, le craton de Rio de la Plata, le craton de Río Apa et le craton de São Luís. 

## Subdivisions

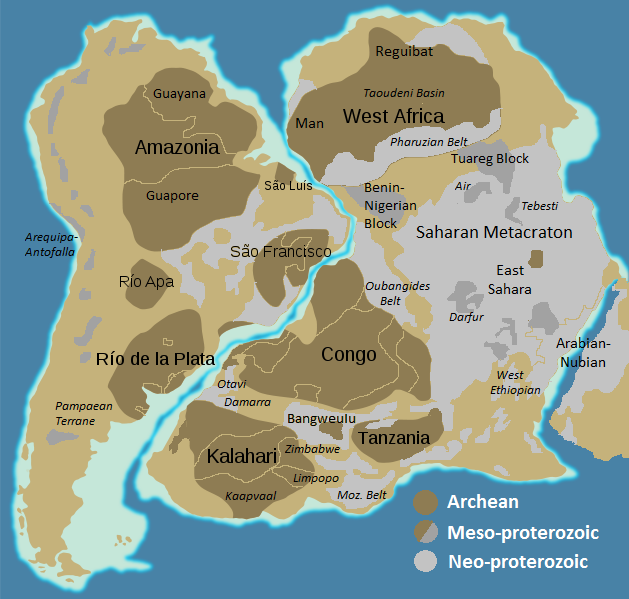
Carte montrant les cratons (brun foncé) de l'Amérique du Sud et de l'Afrique, qui formaient l'ancien continent du Gondwana occidental.

Le bouclier guyanais, parie nord du craton amazonien

Le craton amazonien est constitué par trois orogenèses bien distinctes et d'âges différents :
- des noyaux archéens relativement petits formés il y a environ 2,8 Ga. Notamment, la Serra dos Carajás, dans la partie orientale du bouclier de Guaporé, la plateforme de l'Amapá à l'est du bouclier des Guyanes et la formation de l'Imataca au nord-ouest du bouclier guyanais ;
- une ceinture de roches vertes paléoprotérozoïque, qui s'étend sur 1500 km le long de la bordure nord du bouclier guyanais, datée de 2,2 à 2 Ga ;
- une ceinture grenvillienne, dont la formation remonte à 1,3 Ga, en bordure ouest et sud-ouest du craton[1].

## Origine et évolution
La croissance continentale du craton amazonien a débuté vers la fin de l'archéen lorsque l’agrégation de cellules micro continentales a formé une croûte sialique continue aux alentours de 2,76 Ga. Les reconstructions du supercontinent Rodinia suggèrent que le continent Amazonia s'est soudé à Laurentia vers 1,1 Ga à 1,0 Ga, provoquant l'orogenèse grenvillienne.
La configuration actuelle de la plate-forme sud-américaine date de la formation du Gondwana. Le craton amazonien se trouvait alors bordé par des ceintures néoprotérozoïques, à l'est (ceinture Araguaia), au sud (ceinture paraguayenne) et au sud-ouest (ceinture de Tucavaca). La ceinture du Paraguay s’est formée à la suite de la collision du craton amazonien avec le craton de Río Apa et la ceinture de l'Araguaia résulte de la collision de la ceinture de Brasília et du craton amazonien.